# فوجیوارا نو تاداهیرا
فوجیوارا نو تاداهیرا ((به ژاپنی: 藤原 忠平 Fujiwara no Tadahira)؛ 880 – ۹ سپتامبر ۹۴۹) سیاستمدار اهل ژاپن بود. تاداهیرا یک کوگه (اشراف ژاپنی) بود که به نوشتن و انتشار انگیشیکی اعتبار دارد.